# Michał Sanguszkowic
Pour les autres membres de la famille, voir Famille Sanguszko.
Ne doit pas être confondu avec Michał Sanguszko.
Michał Sanguszkowic († vers 1511), prince de Ratnie, fondateur de la lignée Sanguszko-Kowelski, de la famille Sanguszko.

## Biographie
Il est le fils de Sanguszko Fiodorowic, prince de Ratnie

## Mariage et descendance
Il épouse une certaine Anna. Ils ont pour enfants:
- Janusz Sanguszko,
- Wasyl Sanguszko.

## Sources
- (pl) Cet article est partiellement ou en totalité issu de l’article de Wikipédia en polonais intitulé « Michał Sanguszkowic » (voir la liste des auteurs).